# Coustouge
Coustouge  (Costoja  en occitan) est une commune française située dans l'est du département de l'Aude, en région Occitanie.
Sur le plan historique et culturel, la commune fait partie du massif des Corbières, un chaos calcaire formant la transition entre le Massif central et les Pyrénées. Exposée à un climat méditerranéen, elle est drainée par le ruisseau du Rabet et par divers autres petits cours d'eau. La commune possède un patrimoine naturel remarquable : un site Natura 2000 (les « Corbières orientales ») et une zone naturelle d'intérêt écologique, faunistique et floristique.
Coustouge est une commune rurale qui compte 116 habitants en 2022, après avoir connu un pic de population de 269 habitants en 1881. Elle fait partie de l'aire d'attraction de Narbonne. Ses habitants sont appelés les Coustougeois et Coustougeoises.

## Géographie

### Localisation
Coustouge est une commune des Corbières. Elle est située dans le terroir Corbières (AOC).

### Communes limitrophes
Les communes limitrophes sont  Fontjoncouse, Jonquières, Saint-Laurent-de-la-Cabrerisse et Thézan-des-Corbières.
| Saint-Laurent-de-la-Cabrerisse |           | Thézan-des-Corbières |
|                                | Coustouge | Fontjoncouse         |
| Jonquières                     |           |                      |

### Géologie et relief
Coustouge se situe en zone de sismicité 2 (sismicité faible).

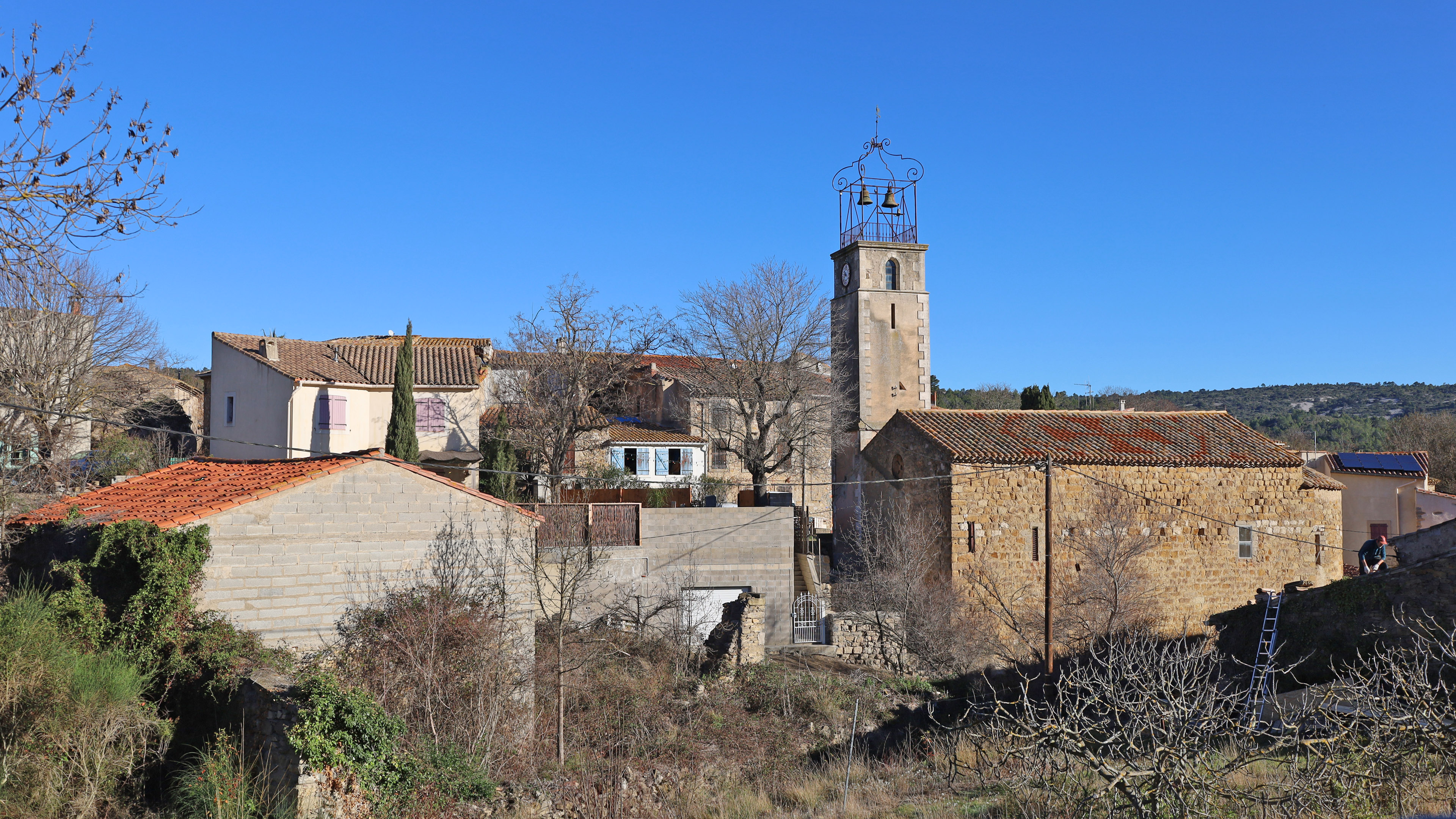
Église de la Sainte Vierge.

### Hydrographie
Elle est drainée par le ruisseau du Rabet, le ruisseau de la Roubine, le ruisseau des Abeillards, le ruisseau des Pradels, le ruisseau du Bosc et le ruisseau du Boucha, qui constituent un réseau hydrographique de 10 km de longueur totale,.
Le ruisseau du Rabet, d'une longueur totale de 12,9 km, prend sa source dans la commune de Fontjoncouse et s'écoule vers l'ouest puis se réoriente au nord. Il traverse la commune et se jette dans la Nielle à Saint-Laurent-de-la-Cabrerisse, après avoir traversé 4 communes.

### Climat
Pour des articles plus généraux, voir Climat de l'Occitanie et Climat de l'Aude.
En 2010, le climat de la commune est de type climat méditerranéen franc, selon une étude s'appuyant sur une série de données couvrant la période 1971-2000. En 2020, Météo-France publie une typologie des climats de la France métropolitaine dans laquelle la commune est exposée à un climat méditerranéen et est dans la région climatique Provence, Languedoc-Roussillon, caractérisée par une pluviométrie faible en été, un très bon ensoleillement (2 600 h/an), un été chaud (21,5 °C), un air très sec en été, sec en toutes saisons, des vents forts (fréquence de 40 à 50 % de vents > 5 m/s) et peu de brouillards.
Pour la période 1971-2000, la température annuelle moyenne est de 14,2 °C, avec une amplitude thermique annuelle de 15,6 °C. Le cumul annuel moyen de précipitations est de 674 mm, avec 7,4 jours de précipitations en janvier et 3,2 jours en juillet. Pour la période 1991-2020, la température moyenne annuelle observée sur la station météorologique la plus proche, située sur la commune de Durban-Corbières à 8 km à vol d'oiseau, est de 15,0 °C et le cumul annuel moyen de précipitations est de 701,0 mm,. Pour l'avenir, les paramètres climatiques de la commune estimés pour 2050 selon différents scénarios d'émission de gaz à effet de serre sont consultables sur un site dédié publié par Météo-France en novembre 2022.

### Milieux naturels et biodiversité

#### Réseau Natura 2000

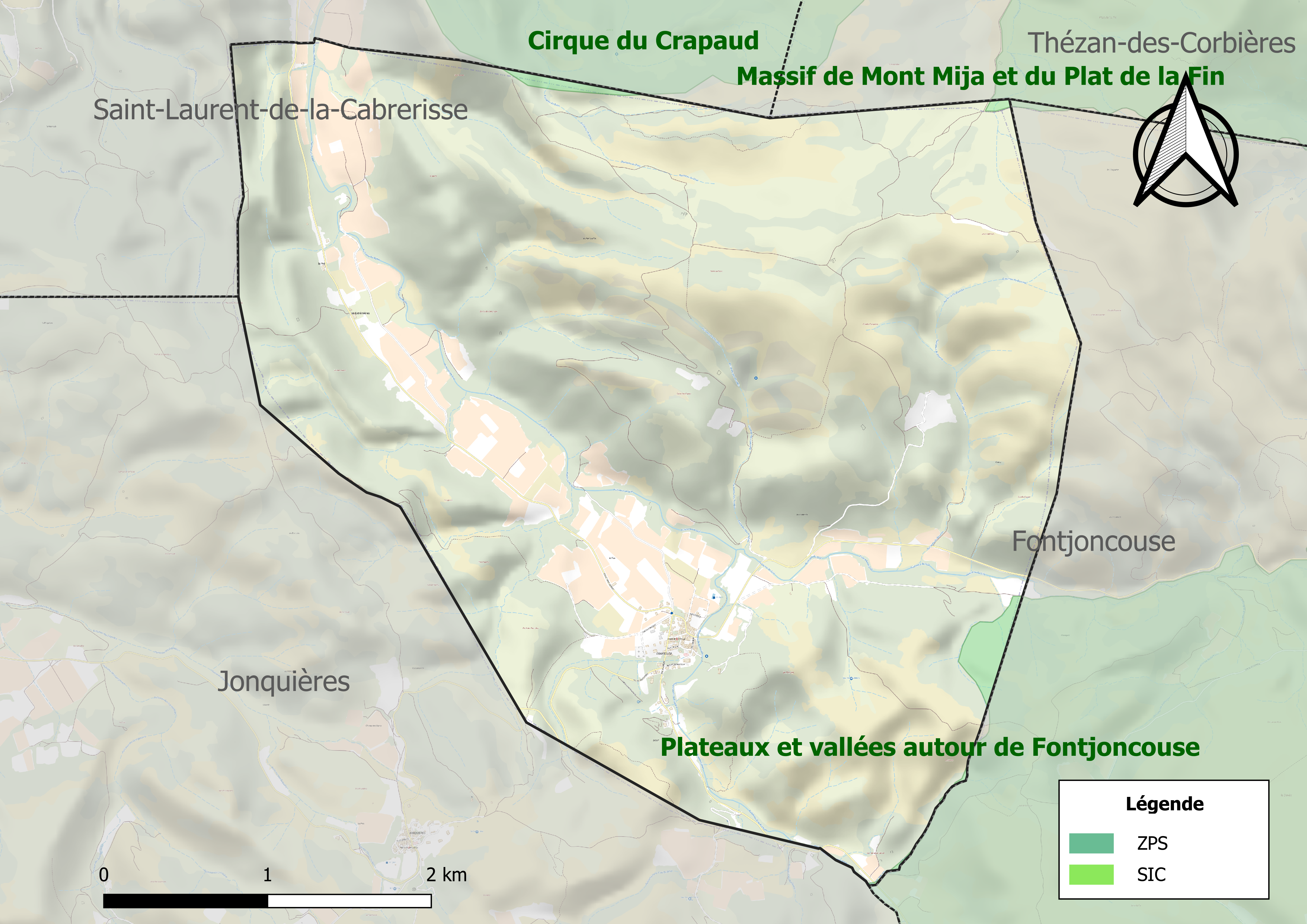
Sites Natura 2000 sur le territoire communal.

Le réseau Natura 2000 est un réseau écologique européen de sites naturels d'intérêt écologique élaboré à partir des directives habitats et oiseaux, constitué de zones spéciales de conservation (ZSC) et de zones de protection spéciale (ZPS). Un site Natura 2000 a été défini sur la commune au titre  de la directive oiseaux : les « corbières orientales », d'une superficie de 25 371 ha, correspondant à la partie la plus orientale du massif des Corbières audoises. Ce site inclut, dans sa partie la plus orientale, le couloir de migration majeur du littoral languedocien, d'où la présence régulière d'espèces en étape migratoire.

#### Zones naturelles d'intérêt écologique, faunistique et floristique

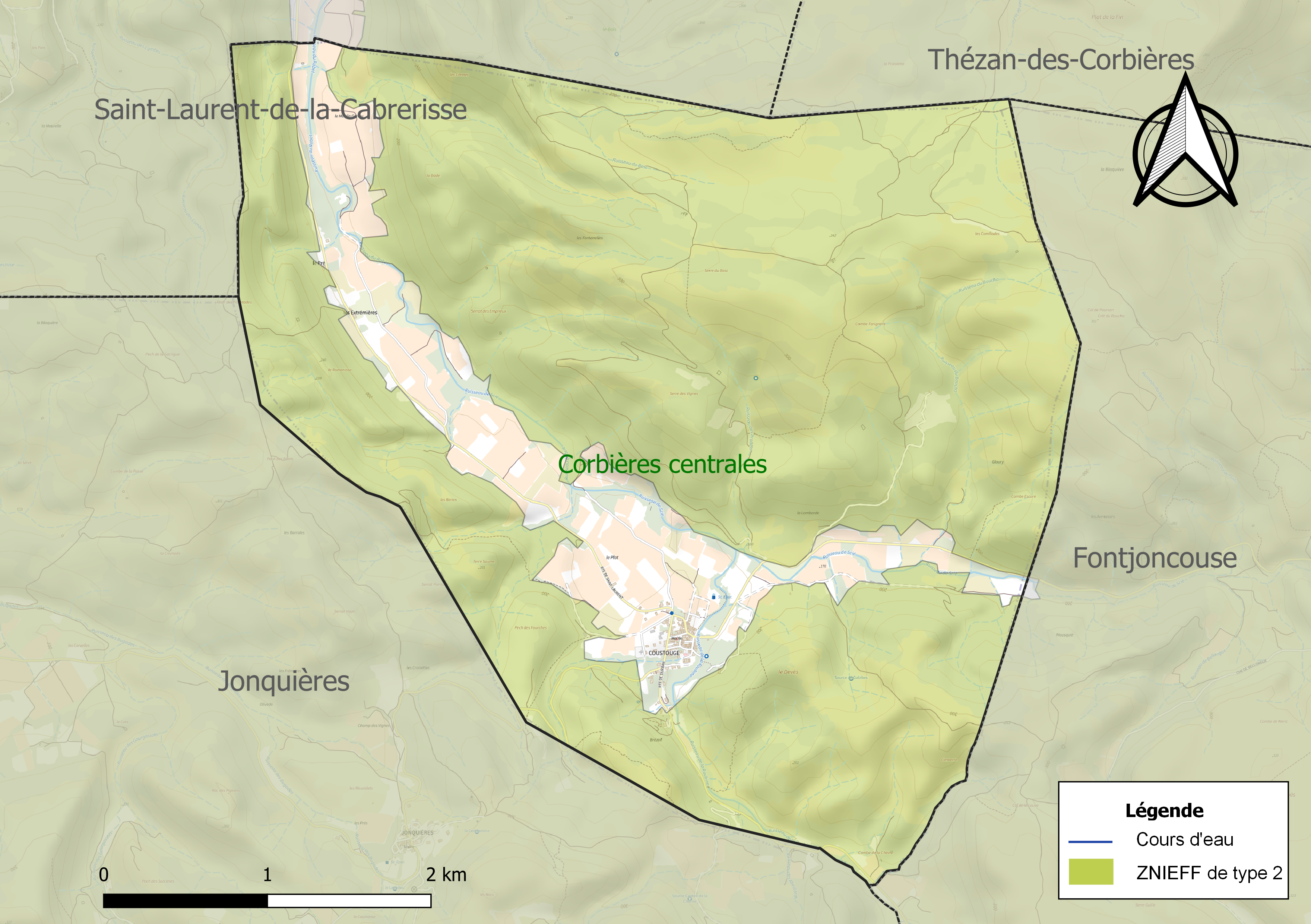
Carte de la ZNIEFF de type 2 localisée sur la commune.

L’inventaire des zones naturelles d'intérêt écologique, faunistique et floristique (ZNIEFF) a pour objectif de réaliser une couverture des zones les plus intéressantes sur le plan écologique, essentiellement dans la perspective d’améliorer la connaissance du patrimoine naturel national et de fournir aux différents décideurs un outil d’aide à la prise en compte de l’environnement dans l’aménagement du territoire.
Une ZNIEFF de type 2 est recensée sur la commune : les « Corbières centrales » (68 810 ha), couvrant 56 communes dont 54 dans l'Aude et 2 dans les Pyrénées-Orientales.

## Urbanisme

### Typologie
Au 1er janvier 2024, Coustouge est catégorisée commune rurale à habitat dispersé, selon la nouvelle grille communale de densité à 7 niveaux définie par l'Insee en 2022.
Elle est située hors unité urbaine. Par ailleurs la commune fait partie de l'aire d'attraction de Narbonne, dont elle est une commune de la couronne,. Cette aire, qui regroupe 71 communes, est catégorisée dans les aires de 50 000 à moins de 200 000 habitants,.

### Occupation des sols
L'occupation des sols de la commune, telle qu'elle ressort de la base de données européenne d’occupation biophysique des sols Corine Land Cover (CLC), est marquée par l'importance des forêts et milieux semi-naturels (81,3 % en 2018), en augmentation par rapport à 1990 (79 %). La répartition détaillée en 2018 est la suivante : milieux à végétation arbustive et/ou herbacée (64,9 %), cultures permanentes (18,7 %), forêts (16,4 %). L'évolution de l’occupation des sols de la commune et de ses infrastructures peut être observée sur les différentes représentations cartographiques du territoire : la carte de Cassini (XVIIIe siècle), la carte d'état-major (1820-1866) et les cartes ou photos aériennes de l'IGN pour la période actuelle (1950 à aujourd'hui).

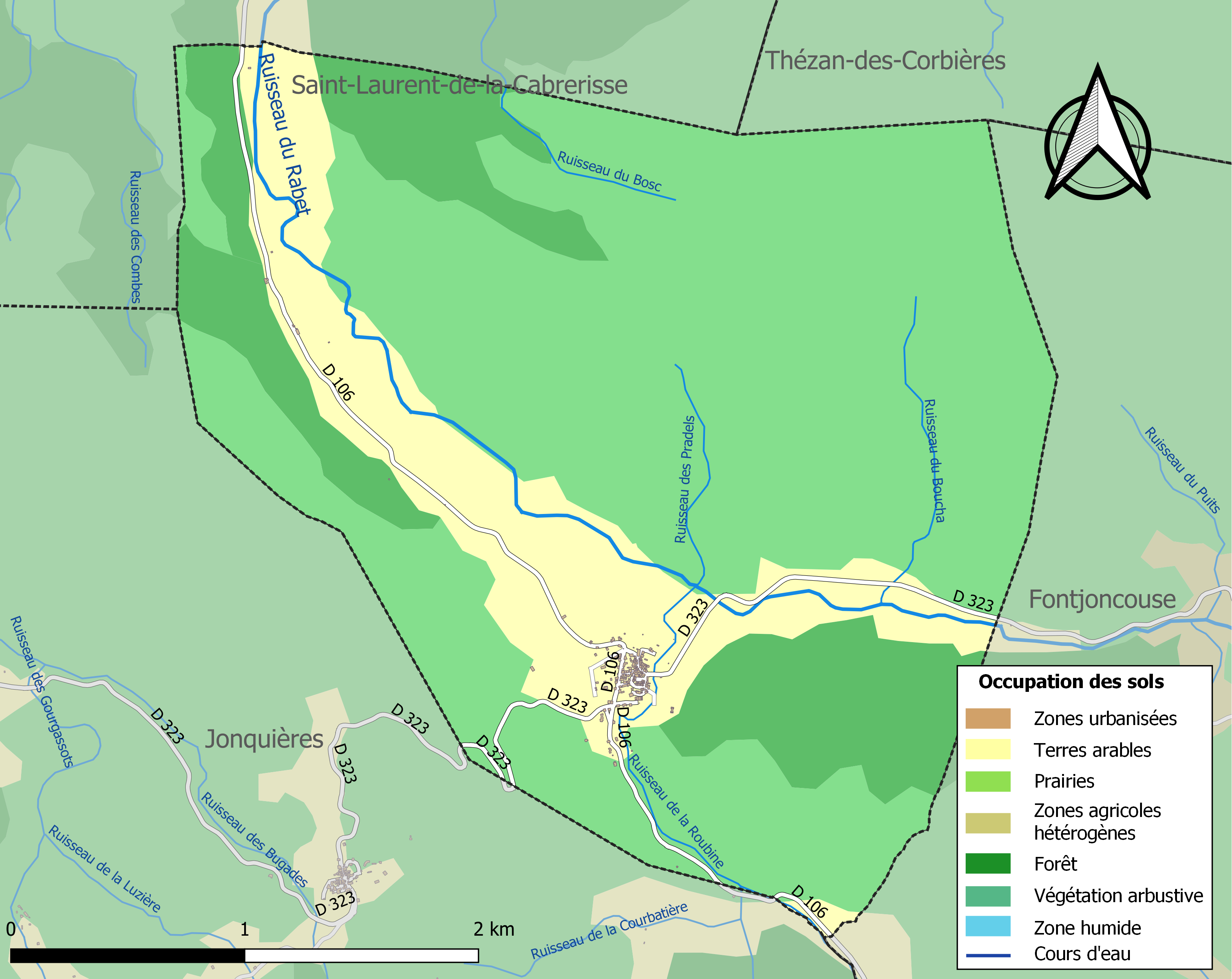
Carte des infrastructures et de l'occupation des sols de la commune en 2018 (CLC).

### Risques majeurs
Le territoire de la commune de Coustouge est vulnérable à différents aléas naturels : météorologiques (tempête, orage, neige, grand froid, canicule ou sécheresse), feux de forêts et séisme (sismicité faible). Un site publié par le BRGM permet d'évaluer simplement et rapidement les risques d'un bien localisé soit par son adresse soit par le numéro de sa parcelle.

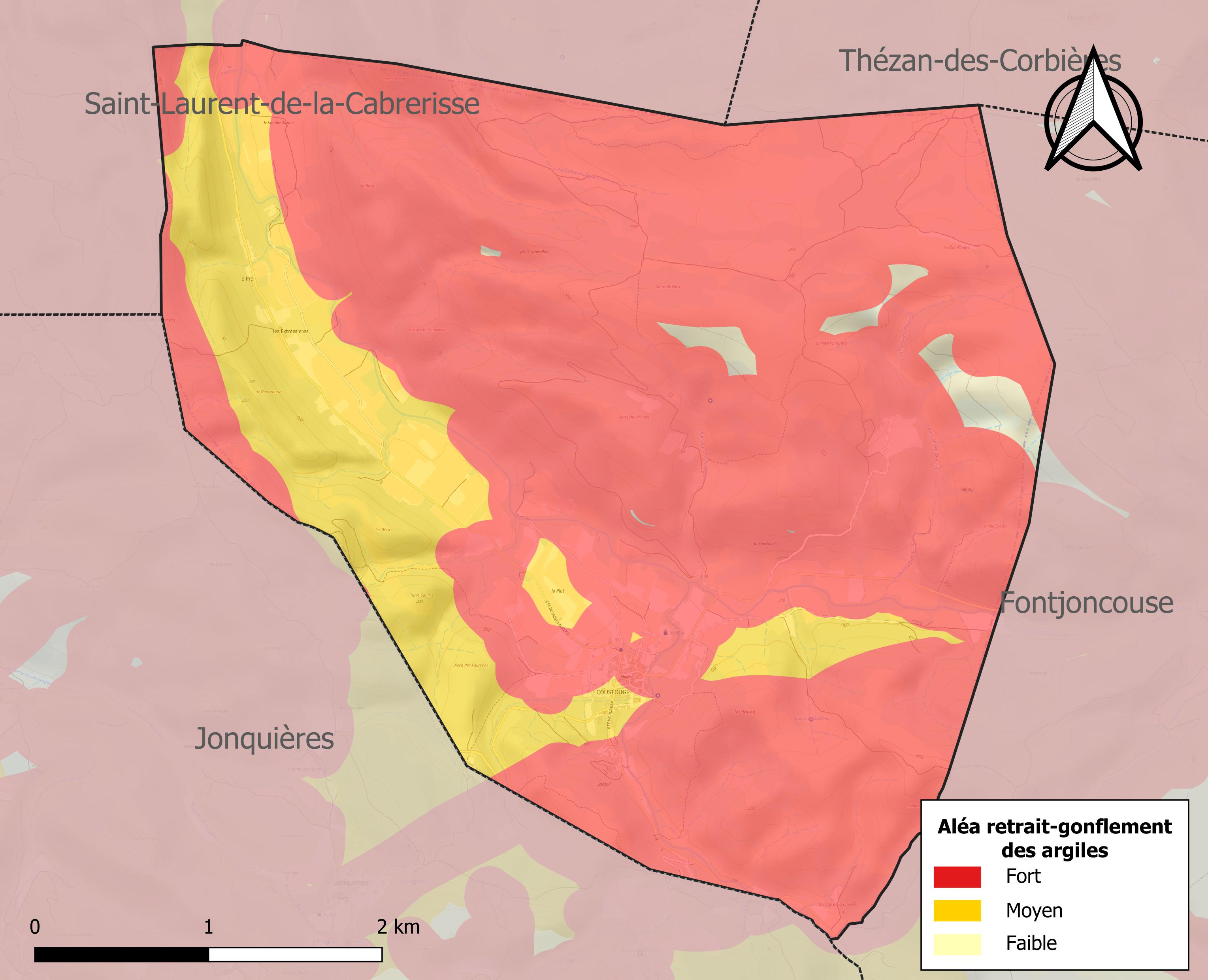
Carte des zones d'aléa retrait-gonflement des sols argileux de Coustouge.

Le retrait-gonflement des sols argileux est susceptible d'engendrer des dommages importants aux bâtiments en cas d’alternance de périodes de sécheresse et de pluie. 98,3 % de la superficie communale est en aléa moyen ou fort (75,2 % au niveau départemental et 48,5 % au niveau national). Sur les 100 bâtiments dénombrés sur la commune en 2019, 100 sont en aléa moyen ou fort, soit 100 %, à comparer aux 94 % au niveau départemental et 54 % au niveau national. Une cartographie de l'exposition du territoire national au retrait gonflement des sols argileux est disponible sur le site du BRGM,.

## Politique et administration

### Découpage territorial
La commune de Coustouge est membre de la communauté de communes de la Région Lézignanaise, Corbières et Minervois, un établissement public de coopération intercommunale (EPCI) à fiscalité propre créé le 20 décembre 2012 dont le siège est à Lézignan-Corbières. Ce dernier est par ailleurs membre d'autres groupements intercommunaux.
Sur le plan administratif, elle est rattachée à l'arrondissement de Narbonne, au département de l'Aude, en tant que circonscription administrative de l'État, et à la région Occitanie.
Sur le plan électoral, elle dépend du canton des Corbières pour l'élection des conseillers départementaux, depuis le redécoupage cantonal de 2014 entré en vigueur en 2015, et de la première circonscription de l'Aude  pour les élections législatives, depuis le redécoupage électoral de 2010.

### Liste des maires
| Période                                  | Période  | Identité      | Étiquette | Qualité |
| ---------------------------------------- | -------- | ------------- | --------- | ------- |
| Mars 2020                                | En cours | Paul Berthier |           | Maire   |
| Les données manquantes sont à compléter. |          |               |           |         |

## Démographie
L'évolution du nombre d'habitants est connue à travers les recensements de la population effectués dans la commune depuis 1793. Pour les communes de moins de 10 000 habitants, une enquête de recensement portant sur toute la population est réalisée tous les cinq ans, les populations de référence des années intermédiaires étant quant à elles estimées par interpolation ou extrapolation. Pour la commune, le premier recensement exhaustif entrant dans le cadre du nouveau dispositif a été réalisé en 2008.

En 2022, la commune comptait 116 habitants, en évolution de −6,45 % par rapport à 2016 (Aude : +2,65 %, France hors Mayotte : +2,11 %).
| 1793 | 1800 | 1806 | 1821 | 1831 | 1836 | 1841 | 1846 | 1851 |
| ---- | ---- | ---- | ---- | ---- | ---- | ---- | ---- | ---- |
| 164  | 152  | 197  | 223  | 231  | 242  | 255  | 251  | 261  |

| 1856 | 1861 | 1866 | 1872 | 1876 | 1881 | 1886 | 1891 | 1896 |
| ---- | ---- | ---- | ---- | ---- | ---- | ---- | ---- | ---- |
| 266  | 213  | 222  | 207  | 216  | 269  | 261  | 232  | 233  |

| 1901 | 1906 | 1911 | 1921 | 1926 | 1931 | 1936 | 1946 | 1954 |
| ---- | ---- | ---- | ---- | ---- | ---- | ---- | ---- | ---- |
| 235  | 251  | 217  | 238  | 219  | 202  | 186  | 161  | 167  |

| 1962 | 1968 | 1975 | 1982 | 1990 | 1999 | 2006 | 2008 | 2013 |
| ---- | ---- | ---- | ---- | ---- | ---- | ---- | ---- | ---- |
| 149  | 128  | 105  | 101  | 76   | 73   | 84   | 87   | 117  |

| 2018 | 2022 | - | - | - | - | - | - | - |
| ---- | ---- | - | - | - | - | - | - | - |
| 119  | 116  | - | - | - | - | - | - | - |

## Économie

### Emploi
| Division       | 2008   | 2013   | 2018   |
| -------------- | ------ | ------ | ------ |
| Commune        | 19,6 % | 21,7 % | 12,1 % |
| Département    | 10,2 % | 12,8 % | 12,6 % |
| France entière | 8,3 %  | 10 %   | 10 %   |

En 2018, la population âgée de 15 à 64 ans s'élève à 66 personnes, parmi lesquelles on compte 75,8 % d'actifs (63,6 % ayant un emploi et 12,1 % de chômeurs) et 24,2 % d'inactifs,. En  2018, le taux de chômage communal (au sens du recensement) des 15-64 ans est inférieur à celui du département, mais supérieur à celui de la France, alors qu'en 2008 il était supérieur à celui du département.
La commune fait partie de la couronne de l'aire d'attraction de Narbonne, du fait qu'au moins 15 % des actifs travaillent dans le pôle,. Elle compte 22 emplois en 2018, contre 20 en 2013 et 21 en 2008. Le nombre d'actifs ayant un emploi résidant dans la commune est de 43, soit un indicateur de concentration d'emploi de 51,1 % et un taux d'activité parmi les 15 ans ou plus de 49 %.
Sur ces 43 actifs de 15 ans ou plus ayant un emploi, 18 travaillent dans la commune, soit 42 % des habitants. Pour se rendre au travail, 83,7 % des habitants utilisent un véhicule personnel ou de fonction à quatre roues, 7 % les transports en commun, 2,3 % s'y rendent en deux-roues, à vélo ou à pied et 7 % n'ont pas besoin de transport (travail au domicile).

### Activités hors agriculture
13 établissements sont implantés  à Coustouge au 31 décembre 2019. Le secteur des activités spécialisées, scientifiques et techniques et des activités de services administratifs et de soutien est prépondérant sur la commune puisqu'il représente 30,8 % du nombre total d'établissements de la commune (4 sur les 13 entreprises implantées à Coustouge), contre 13,3 % au niveau départemental.

### Agriculture
|                                   | 1988 | 2000 | 2010 |
| --------------------------------- | ---- | ---- | ---- |
| Exploitations                     | 17   | 13   | 8    |
| Superficie agricole utilisée (ha) | 204  | 157  | nd   |

La commune fait partie de la petite région agricole dénommée « Région viticole ». Huit exploitations agricoles ayant leur siège dans la commune sont dénombrées lors du recensement agricole de 2010 (douze en 1988).

## Culture locale et patrimoine

### Lieux et monuments
- Musée de la préhistoire et du paléolithique.
- Église de la Sainte-Vierge de Coustouge.

### Héraldique
| Blason de Coustouge | Blason  | D'argent au pal fuselé d'or et de sable.         |
| Blason de Coustouge | Détails | Le statut officiel du blason reste à déterminer. |